# 1769

## أحداث
- تأسيس مدينة هيرويكا غوايماس وتقع حاليا في المكسيك.
- تأسيس مدينة براهمانباريا [الإنجليزية] وتقع حاليا في بنغلاديش.
- 16 ديسمبر: تأسيس مدينة رنكبور وتقع حاليا في بنغلاديش.
- نهاية الحرب الصينية البورمية في 22 ديسمبر 1769 والتي بدأت في 1 ديسمبر 1765.
- محمد الثالث بن عبد الله يسترج مدينة مازاغان من البرتغاليين.

## مواليد
- ألكسندر فون هومبولت
- توماس لورنس (رسام)
- جورج كوفييه
- ديفيد هولمز
- فرديناندو الثالث دوق توسكانا الأكبر
- 15 اغسطس - نابليون بونابرت إمبراطور فرنسا.
- محمد علي باشا- مؤسس مصر الحديثة.
- الأمام تركي بن عبد الله بن محمد بن سعود مؤسس الدولة السعودية الثانية.

## وفيات
- كريستيان فورشتيغوت غيلرت
- مرقس السابع (بابا الإسكندرية)
- وليام سميث
- مهنا بن ناصر الزعابي
- أحمد بن حسن النحوي